# لوجارة
لُوجَارَة (بالإيطالية: Lucera)‏ هي بلدية في مقاطعة فودجا في إقليم بولية الإيطالي.

## توأمة
للوتشرا اتفاقيات توأمة مع كل من:
- آسيا
- ألطمورة
- سان تشيبيريلو
- تروغير

## أعلام
- روبيرتو إنجليسي